# 斯拉维察·舒卡
斯拉维察·舒卡（1959年8月6日—），波斯尼亚和黑塞哥维那女子篮球运动员。司职得分后卫。她曾代表南斯拉夫国家队参加1984年夏季奥林匹克运动会篮球比赛，获得第6名。